# Virgin Road – Die Henkerin und ihre Art zu leben
Virgin Road – Die Henkerin und ihre Art zu leben (japanisch 処刑少女の生きる道 Shokei Shōjo no Bājin Rōdo) ist eine seit 2019 erscheinende Light-Novel- und Mangareihe von Mato Sato, welche in den Gattungen Dark Fantasy, Yuri, Isekai und Action zu verorten ist. Die Geschichte verfolgt die Priesterin Menou und die aus einer anderen Welt beschworenen Akari Tokitō auf deren gemeinsamer Reise um einen Weg zu finden, Akari zu töten.
Im Jahr 2021 wurde die Produktion einer Anime-Fernsehserie angekündigt, die im April 2022 im japanischen Fernsehen gezeigt wurde.

## Zusammenfassung

### Ausgangslage
Vor langer Zeit kamen Menschen, die Verlorenen aus einer fremden Welt namens Japan in die Hiesege. Jeder dieser Menschen verfügt über eine besonders starke Fähigkeit, die als „Pures Konzept“ bekannt sind. Dadurch, dass diese Menschen aus Japan in diese Welt kommen – unter anderem durch rituelle Beschwörungen – wurde diese von der Kultur der Beschworenen beeinflusst. Für lange Zeit florierte die Zivilisation. Allerdings stellte sich heraus, dass die Verlorenen die Kontrolle über ihre übermenschliche Fähigkeiten verlieren, je öfter sie diese einsetzen und die Welt dadurch ins Verderben stürzen können.
Bis in die Gegenwart existieren vier legendäre Desaster, die als Human Error bekannt sind: Das Salzschwert, welches den gesamten westlichen Kontinent in eine riesige Salzwüste verwandelte, das Pandæmonium – ein undurchdringlicher, sich niemals auflösender Nebel am südlichen Archipel aus dem regelmäßig Monster strömen – die mechanische Zivilisation, die den gesamten Osten kontrolliert und Starhusk, welches den nördlichen Kontinent zum Schweben brachte.
Um zukünftige Katastrophen zu verhindern, wurde das Beschwören von Andersweltern verboten und unter Strafe gestellt. Die Faust, eine Auswahl von Priesterinnen und Priestern der Kirche, überwacht, dass die Regeln nicht gebrochen werden. Unter diesen Priestern befinden sich auch so genannte Executioner, die über magische Fähigkeiten verfügen und im Geheimen Attentate auf Anderswelter verüben, die in der Welt auftauchen.

### Handlung
Menou ist eine erfahrene Assassine im Auftrag der Kirche, die als Executioner bekannt sind. Ihre Aufgabe besteht darin, die in ihre Welt beschworenen Menschen, so genannte Verlorene zu neutralisieren, bevor diese zu einer Gefahr für die Zivilisation werden. Denn die Verlorenen haben übernatürliche Fähigkeiten, die als Pures Konzept bezeichnet werden, welche bei übermäßiger Anwendung außer Kontrolle geraten und die Welt ins Verderben stürzen können. Als Menou eines Tages von dem König beschworenen Mitsuki erfährt, dass der Adel eine weitere Person, ein Mädchen, in diese Welt gerufen hat, sendet diese ihre Assistentin Momo zum Schloss, um Informationen zu sammeln.
Von dieser erfährt Menou, dass der Junge die Wahrheit gesagt und der König tatsächlich eine weitere Person in diese Welt gerufen hat. Menou macht sich auf den Weg Weg zum Schloss und versucht dort dem Mädchen, Akari Tokitō, unter einem Vorwand zur Flucht zu verhelfen. In einem unachtsamen Moment des Mädchens, wird diese von Menou scheinbar heimtückisch ermordet. Jedoch muss Menou feststellen, dass ein Attentat auf das Mädchen nicht ausreicht, um sie zu töten. Denn ihr pures Konzept der Zeit sorgt dafür, dass sie diese trotz ihres Todes zurückdrehen kann. Menou schlägt Akari vor, unter dem fälschlichen Vorwand einen Weg zu finden, um sie wieder in ihre eigene Welt zu bringen, eine Reise anzutreten. Tatsächlich aber sucht Menou nach einer Möglichkeit, Akari umzubringen, bevor diese die Kontrolle über ihre Fähigkeit verliert und die Welt ins Ünglück stürzt.

## Charaktere
Menou (メノウ)
Eine junge Priesterin, die auf das Jagen und Ermorden von Verlorenen ausgebildet wurde. Sie ist sich im klaren, dass die meisten Verlorenen unschuldig sind und keine Fehler begangen haben. Ihre Ausbildung schreibt allerdings vor, dass Verlorene ermordet werden müssen, da sie eines Tages von ihrer Fähigkeit korrumpiert werden und dadurch die Welt ins Verderbnis stürzen. Bevor Menou auf Akari, eine Verlorene, trifft, hat sie immer wieder den Traum, sie in Japan getroffen zu haben. Nun agiert Menou unweigerlich als Eskort für Akari und sucht nebenbei nach einem Weg, sie zu ermorden. Als Kind überlebte Menou ein Unglück, bei dem ihre Heimat durch das Salzschwert in eine Salzwüste verwandelt wurde. Dieser Vorfall führte dazu, dass ihre Seele durch das Trauma „gebleicht“ und so zu einer „emotionslosen Schale“ wurde. Zu diesem Zeitpunkt wurde Menou von der Priesterin Flare gefunden und von ihr ausgebildet. Als Executioner hat Menou völlige Kontrolle über ihr Ether und trägt vorwiegend ein Messer zum Töten bei sich.
Akari Tokitō (時任 灯里 / アカリ, Tokitō Akari)
Eine Oberschülerin, die von König Grisarika aus Japan in Menous Welt gerufen wurde. Ihr Pures Konzept der Time erlaubt es ihr jegliche Elemente der Zeit zu kontrollieren, einschließlich das instinktive Zurückdrehen der Zeit, um sich wiederzubeleben, sobald sie stirbt. Zu Beginn wirkt Akari tollpatschig und hohlköpfig, aber auch freundlich und zutraulich, was dazu führte, dass Akari Menou bei ihrer ersten Begegnung schnell vertraute, da sie glaubte, dass das Aufeinandertreffen mit ihr Schicksal gewesen sei. In Wahrheit jedoch hat Akari unter Kosten ihrer Erinnerung, was lediglich ein Gefühl des Déjà-vus hinterlässt, die Zeit bereits mehrfach auf Anfang gestellt um Menou vor ihrem Tod zu retten. Sie kennt Menous wahre Absicht und schwört, sich nur von ihr töten zu lassen. Akari ist in Menou verliebt.
Momo (モモ)
Wie Menou ist Momo eine Priesterin und zudem ihre Gehilfen, die Menou bei ihren Missionen durch Informationsbeschaffung, das Vorbereiten von Tarnung und im Kampf unterstützt. Sie hegt seit jeher Gefühle für Menou, da sie seit der Kindheit miteinander eng befreundet sind. Das zeigt sich unter anderem daran, dass Momo die Haarbänder, die sie einst von ihr geschenkt bekam, wie einen Schatz behütet. Sie beginnt Eifersucht auf Akari zu entwickeln, als Momo erkennt, dass Menou und Akari sich näher kommen. Wie Menou hat auch Momo völlige Kontrolle über ihre Magie und führt als Waffe eine Sägekette mit sich.
Ashuna (アーシュナ)
Die Kriegerprinzessin von Grisarika. Sie ist voreilig und mutig, weswegen sie anstatt ihrer Rolle als Adel und ihren höfischen Aufgaben nachzukommen, lieber nach starken und ebenbürtigen Kontrahenten sucht. Sie kämpft mit einem Großschwert, welches mit Feuermagie ausgestattet wurde.
Flare (フレア, Furea)
Eine legendäre Priesterin, die durch ihr unglaubliches magisches Können und der Anzahl an niedergestreckten Verlorenen von sich reden gemacht hat. Nachdem sie die junge Menou von einem Verlorenen rettet, nimmt Flare diese als ihre Auszubildende bei sich auf.
Orwell (オーウェル, Ōweru)
Eine Erzbischöfin der Kirche und Menous direkte Vorgesetzte. Sie erteilt Menou die Aufgabe, Akari in die Stadt Garm zu eskortieren, um diese dort zu exekutieren. In Wahrheit jedoch will Orwell sich Akaris Pures Konzept zunutze machen, um die Zeit für sie zurückzudrehen. Orwell ließ zuvor junge Mädchen entführen und deren Lebenskraft aussaugen, um diese auf sich selbst zu übertragen.
Mitsuki (ミツキ)
Ein japanischer Oberschüler, der in Menous Welt beschworen wurde. Von Mitsuki erfährt Menou, dass neben ihm eine weitere Person beschworen wurde. Sein Pures Konzept [Null] erlaubt es ihm alles und jeden auszulöschen. Er wird von Menou ermordet, bevor er seine neu gefundene Kraft missbrauchen kann.
Manon Libelle (マノン リベル)
Die Tochter des Grafen Libelle, der über die gleichnamige Hafenstadt regierte, und einer Verlorenen. Da sie nicht die Kräfte ihrer Mutter geerbt hat, wurde sie von anderen Menschen verschmäht, was dazu führte, dass Manon sich das Leben nehmen wollte. Heute befiehlt sie über eine Organisation, die sich The Fourth nennt und von sich behauptet, eine eigene emanzipierte gesellschaftliche Klasse zu sein. Während sie sich in der Öffentlichkeit als naiv und sanftmütig zeigt, hat sie eine Neigung zu sadistischen Morden. Privat ist sie die „Große Schwesterfigur“ für Pandæmonium, aus dessen Blut sie eine gefährliche Droge produziert. Sie stirbt, als sie sich als Opfer anbietet, um Pandæmonium zu befreien, wird aber von dieser später wiederbelebt.
Pandæmonium (万魔殿)
Eine der vier so genannten Human Errors, heraufbeschworene Menschen, die die Kontrolle über ihr Pures Konzept verloren und die Welt ins Verderben stürzten. Obwohl sie vor mehreren hundert Jahren beschworen wurde, besitzt sie den Körper eines zehnjährigen Mädchens. Ihr Pures Konzept [Chaos] erlaubt es ihr nach belieben Monster zu erschaffen und zu kontrollieren. Da sie von ihrem Puren Konzept vollständig korrumpiert wurde, agiert sie wie ein Kleinkind ohne eigenen Willen. Sie ist in einem niemals auflösenden Nebel gefangen und wurde durch Manon Libelle eigenes Opfer kurzfristig befreit.

## Medien

### Light Novel
Mato Sato startete die Light-Novelreihe im Jahr 2019. Die Illustrationen werden von Nilitsu gezeichnet. Der Verlag SB Creative veröffentlichte diesen in seinem Magazin GA Bunko und erhielt später eine eigenständige Printveröffentlichung unter dem Verlag. Bisher wurden neun Bände der Romanreihe in Japan veröffentlicht. Im September des Jahres 2020 kündigte der US-amerikanische Verleger Yen Press an, den Roman für eine englischsprachige Veröffentlichung lizenziert zu haben. Im März 2025 ist die simultane Veröffentlichung des zehnten und elften Romanbandes geplant, die die Geschichte abschließen.
Eine deutschsprachige Veröffentlichung erscheint beim Verleger Altraverse in bisher acht Bänden (Stand: Oktober 2023).
| Band | Japanisch                             | Japanisch                                      | Deutsch          | Deutsch                |
| Band | Veröffentlichung                      | ISBN                                           | Veröffentlichung | ISBN                   |
| ---- | ------------------------------------- | ---------------------------------------------- | ---------------- | ---------------------- |
| 1    | 12. Juli 2019 (erste Edition)         | ISBN 978-4-8156-0118-8 (erste Edition)         | 21. Feb. 2022    | ISBN 978-3-96358-992-8 |
| 1    | 18. März 2022 (Anime-Special Edition) | ISBN 978-4-8156-1580-2 (Anime-Special-Edition) | –                | –                      |
| 2    | 13. Sep. 2019                         | ISBN 978-4-8156-0393-9                         | 23. Mai 2022     | ISBN 978-3-7539-0665-2 |
| 3    | 14. Feb. 2020                         | ISBN 978-4-8156-0481-3                         | 18. Juli 2022    | ISBN 978-3-7539-0666-9 |
| 4    | 6. Aug. 2020                          | ISBN 978-4-8156-0713-5                         | 17. Okt. 2022    | ISBN 978-3-7539-0916-5 |
| 5    | 10. Feb. 2021                         | ISBN 978-4-8156-0936-8                         | 23. Jan. 2023    | ISBN 978-3-7539-1373-5 |
| 6    | 12. Aug. 2021                         | ISBN 978-4-8156-1140-8                         | 17. Apr. 2023    | ISBN 978-3-7539-1375-9 |
| 7    | 14. Apr. 2022                         | ISBN 978-4-8156-1399-0                         | 17. Juli 2023    | ISBN 978-3-7539-1765-8 |
| 8    | 15. März 2023                         | ISBN 978-4-81-561723-3                         | 30. Okt. 2023    | ISBN 978-3-7539-2006-1 |
| 9    | 15. Jan. 2024                         | ISBN 978-4-8156-2514-6                         |                  |                        |

### Manga
Vom 5. Juni 2020 bis 19. April 2024 wurde ein Manga-Ableger veröffentlicht, der von Ryō Mitsuya gezeichnet und im Young-Gangan-Magazin des Verlages Square Enix erschien. Die Einzelkapitel wurden auch in insgesamt sechs Sammelbänden im Tankōbon-Format herausgebracht. Im März des Jahres 2022 gab Yen Press bekannt, den Manga außerhalb Japans in englischer Sprache zu veröffentlichen.
Altraverse, welcher sich die Rechte an einer deutschsprachigen Veröffentlichung der Romanreihe sichern konnte, gab bekannt, sich ebenfalls die Rechte an der Manga-Umsetzung gesichert zu haben. Von Januar 2022 bis April 2024 wurden alle sechs Bände veröffentlicht.
| Band | Japanisch        | Japanisch              | Deutsch          | Deutsch                |
| Band | Veröffentlichung | ISBN                   | Veröffentlichung | ISBN                   |
| ---- | ---------------- | ---------------------- | ---------------- | ---------------------- |
| 1    | 9. Feb. 2021     | ISBN 978-4-7575-7098-6 | 24. Jan. 2022    | ISBN 978-3-7539-0256-2 |
| 2    | 10. Aug. 2021    | ISBN 978-4-7575-7414-4 | 20. Juni 2022    | ISBN 978-3-7539-0680-5 |
| 3    | 25. März 2022    | ISBN 978-4-7575-7838-8 | 17. Okt. 2022    | ISBN 978-3-7539-0923-3 |
| 4    | 23. Juni 2022    | ISBN 978-4-7575-7982-8 | 20. Feb. 2023    | ISBN 978-3-7539-1379-7 |
| 5    | 25. März 2023    | ISBN 978-4-7575-8484-6 | 13. Nov. 2023    | ISBN 978-3-7539-1901-0 |
| 6    | 25. Aug. 2023    | ISBN 978-4-7575-8737-3 | 15. Apr. 2024    | ISBN 978-3-7539-2422-9 |

### Anime-Fernsehserie
Auf dem GA Fest 2021, welches als Livestream-Event ausgetragen wurde, wurde angekündigt, dass die Romanreihe eine Umsetzung als Anime-Fernsehserie erhalten werde. Zu der Enthüllung wurden bereits die Sprecherinnen der beiden Hauptcharaktere Menou und Akari bekannt gegeben. So leihen Iori Saeki der Priesterin Menou und Moeka Kishimoto der Oberschülerin Akari ihre Stimmen. Im Juli 2021 wurde das Kernproduktionsteam der Öffentlichkeit vorgestellt. Die Anime-Fernsehserie entstand im Animationsstudio J.C.Staff unter der Regie von Yoshiki Kawasaki. Das Drehbuch stammt aus der Feder von Shōgo Yasukawa. Das Charakterdesign wurde von Keiko Tamaki basierend auf den Illustrationen von Nilitsu entworfen. Michiru komponierte die Serienmusik. Als Produzenten fungierten Egg Firm und SB Creative.
Das Lied im Vorspann heißt Paper Bouquet und wurde von Project Mili interpretiert. Der Abspanntitel, Touka Serenade, wurde von der Sängerin ChouCho eingesungen. Die zwölf Episoden umfassende Animeserie lief vom 1. April bis zum 17. Juni 2022 auf Tokyo MX, BS11 und AT-X im japanischen Fernsehen. International wurde der Anime von Sentai Filmworks lizenziert und exklusive auf HiDive im Simulcast mit englischsprachigen Untertiteln gezeigt, darunter auch in Deutschland.
Zwischenzeitlich wurde angekündigt, dass die Animeserie eine englischsprachige Synchronisation und eine spätere Disc-Veröffentlichung im englischsprachigen Raum erhält.

## Synchronisation
| Rolle         | Japanische Stimme (Seiyū) |
| ------------- | ------------------------- |
| Menou         | Iori Saeki                |
| Akari Tokitō  | Moe Kahara                |
| Momo          | Hisako Kanemoto           |
| Ashura        | M•A•O                     |
| Flare         | Yūko Kaida                |
| Orwell        | Tamie Kubota              |
| Mitsuki       | Yuma Uchida               |
| Manon Libelle | Manaka Iwami              |
| Pandæmonium   | Anzu Haruno               |

## Rezeption
Die Romanreihe wurde mit dem Hauptpreis des GA-Bunko-Awards bedacht und erhielt aufgrundessen eine Umsetzung als Anime-Fernsehserie.
Die erste Episode des Anime wurde von mehreren Redakteuren des Onlineportals Anime News Network besprochen und erhielt überwiegend positive Resonanz. Gelobt wurde unter anderem die Balance zwischen den Charakteren, die Herangehensweise an das Isekai-Genre – so wird die Geschichte nicht aus dem Gesichtspunkt eines Beschworenen, sondern aus einer weltlichen Bewohnerin erzählt – sowie das Aufgreifen sämtlicher Klischees, die das Genre hervorgebracht hat. Lediglich Rebecca Silverman bewertete die erste Folge mittelmäßig. Sie schrieb, dass das Konzept zwar erfrischend, aber nichts neues sei und nennt das Werk Goodbye Otherworld, See You Tomorrow von Kazamidori als Vergleichsreferenz heran. Auch Momo, ein Charakter aus der Serie, die sie als „räuberische Lesbe“ und ihr Verhalten wurden von ihr kritisch bewertet.
Die MyAnimeList-Website gibt dem Anime eine Bewertung von 6.78/10.